# Championnat de France de football gaélique 2009
 (juillet 2025).
Si vous disposez d'ouvrages ou d'articles de référence ou si vous connaissez des sites web de qualité traitant du thème abordé ici, merci de compléter l'article en donnant les références utiles à sa vérifiabilité et en les liant à la section « Notes et références ».
Navigation
Édition précédente Édition suivante
Le championnat de France de football gaélique 2009 s'est déroulé du 28 mars 2009 au 27 juin 2009, à travers quatre tournois organisés par les équipes de Clermont-Ferrand, Jersey, Guernesey et Paris.
Neuf équipes françaises ont pris part à ce championnat. Pour cette édition, seuls les trois meilleures performances des clubs participants aux quatre tournois sont prises en compte dans le classement final.*
À l'issue de la compétition, les clubs des Paris Gaels et de Jersey se sont qualifiés pour l'Euroligue 2009.

## Les clubs engagés dans la compétition
| Dragons Eire'Lempdais Clermont-Ferrand | Guernsey Gaels | Jersey Irish | Lugdunum CLG Lyon | NEC Football Gaélique Nantes | Paris Gaels A | Paris Gaels B | Paris Cockerels | Rennes Ar Gwazi Gouez |

## Première manche –  Tournoi de Lempdes / Clermont-Ferrand – 28 mars 2009
Des joueurs issus de cinq équipes ont pris part à ce tournoi qui s'est disputé sous la forme d'un championnat, puis d'une phase finale.

### Matchs de poule
Paris Gaels B 6-7 (25) Nantes/Clermont 0-3 (03)

Paris Gaels A 2-7 (13) Rennes 3-3 (09)

Nantes/Clermont 1-7 (10) Rennes 5-5 (20)

Paris Gaels B 1-2 (05) Paris Gaels A 0-2 (02)

Paris Gaels A 2-9 (15) Nantes/Clermont 1-1 (04)

Paris Gaels B 1-6 (09) Rennes 2-1 (07)
| Rang | Equipe          | + / - | Points |
| ---- | --------------- | ----- | ------ |
| 1    | Paris Gaels B   | +27   | 6      |
| 2    | Paris Gaels A   | +12   | 4      |
| 3    | Rennes          | +4    | 2      |
| 4    | Nantes/Clermont | −43   | 0      |

### Phase finale
Match pour la troisième place : Rennes 3-4 (13) Nantes/Clermont 0-6 (06)
Finale : Paris Gaels B 0-2 (02) Paris Gaels A 1-7 (10)

### Classement final du Tournoi
Nantes et Clermont-Ferrand ayant formé une seule équipe, les points acquis lors de ce tournoi sont partagés entre ces deux équipes.

Lyon marque trois points grâce à la présence de trois de ses joueurs lors de ce tournoi.
| Rang | Equipe          | Points                 |
| ---- | --------------- | ---------------------- |
| 1    | Paris Gaels A   | 25                     |
| 2    | Paris Gaels B   | 20                     |
| 3    | Rennes          | 16                     |
| 4    | Nantes/Clermont | 13 (6.5 points chacun) |
| 5    | Lyon            | 3                      |

## Deuxième manche –  Tournoi de Jersey – 2 mai 2009
Quatre équipes ont pris part à ce tournoi qui s'est disputé sous la forme d'un championnat, puis d'une finale.

### Matchs de poule
Paris Gaels 3-6 (15)  Jersey 2-6 (12)

Rennes 0-3 (03)  Guernesey 1-2 (05) 

Paris Gaels 3-6 (15)  Guernesey 0-3 (03)

Jersey 1-10 (13)  Rennes 2-2 (08) 

Paris Gaels 1-5 (08)  Rennes 2-2 (08) 

Jersey 5-11 (26) Guernesey 0-6 (06)

| Rang | Equipe      | + / - | Points |
| ---- | ----------- | ----- | ------ |
| 1    | Paris Gaels | +15   | 5      |
| 2    | Jersey      | +22   | 4      |
| 3    | Guernsey    | −30   | 2      |
| 4    | Rennes      | −7    | 1      |

### Phase finale
Match pour la troisième place: Guernsey bat Rennes
Finale : Jersey 1-10 (13) / Paris Gaels 2-5 (11)

### Classement final du Tournoi
| Rang | Equipe      | Points |
| ---- | ----------- | ------ |
| 1    | Jersey      | 25     |
| 2    | Paris Gaels | 20     |
| 3    | Guernsey    | 16     |
| 4    | Rennes      | 13     |

## Troisième manche –  Tournoi de Guernsey – 30 mai 2009
Cinq clubs se sont affrontés au tournoi annuel de Guernsey opposant des équipes de sept joueurs: Paris Gaels, Guernsey Gaels, Jersey, Sean McDermotts GAC (Belfast) et Adamstown GAA Club (Dublin). Seuls Guernsey, Paris et Jersey pouvaient prétendre aux points attribués dans le cadre du Championnat de France 2009.

### Finale
Sean McDermotts GAC 3-4 (13) Guernsey Gaels 1-4 (07)

### Classement final du Tournoi pour le Championnat de France
| Rang | Equipe      | Points |
| ---- | ----------- | ------ |
| 1    | Guernsey    | 25     |
| 2    | Jersey      | 20     |
| 3    | Paris Gaels | 16     |

## Quatrième manche –  Tournoi de Paris – 27 juin 2009
Cinq équipes ont participé à ce tournoi, à noter la présence d'une équipe composée de joueurs de football australien des Paris Cockerels.

### Matchs de poule
Paris Gaels A 1-7 (10) Rennes 1-2 (05)

Paris Cokerels 0-2 (02) Jersey 4-5 (17)

Rennes 3-7 (16) Paris Gaels B 0-3 (03)

Paris Cokerels 0-0 (00) Paris Gaels A 1-4 (07)

Paris Gaels B 0-1 (01) Jersey 1-5 (08)

Rennes 1-5 (08) Paris Cockerels 0-0 (00)

Jersey 1-0 (03) Paris Gaels A 0-7 (07)

Paris Cokerels 1-1 (04) Paris Gaels B 1-6 (09)

Jersey 0-5 (05) Rennes 1-3 (06)

Paris Gaels A 2-3 (09) Paris Gaels B 0-3 (03)

| Rang | Equipe         | + / - | Points |
| ---- | -------------- | ----- | ------ |
| 1    | Paris Gaels A  | +22   | 8      |
| 2    | Rennes         | +17   | 6      |
| 3    | Jersey         | +17   | 4      |
| 4    | Paris Gaels B  | −21   | 2      |
| 5    | Paris Cokerels | −35   | 0      |

### Phase finale
Match pour la troisième place : Jersey 1-5 (08) Paris Gaels B 1-1 (04)
Finale : Paris Gaels A 2-7 (13)  Rennes 2-3 (09)

### Classement final du Tournoi
| Rang | Equipe          | Points |
| ---- | --------------- | ------ |
| 1    | Paris Gaels A   | 25     |
| 2    | Rennes          | 20     |
| 3    | Jersey          | 16     |
| 4    | Paris Gaels B   | 13     |
| 5    | Paris Cockerels | 11     |

## Classement final du Championnat de France 2009 de Football Gaélique
| Rang | Equipe                                   | CLE | JER | GUE | PAR | Total |
| ---- | ---------------------------------------- | --- | --- | --- | --- | ----- |
| 1    | Paris Gaels A                            | 25  | 20  | 16  | 25  | 70    |
| 2    | Jersey                                   | -   | 25  | 20  | 16  | 61    |
| 3    | Ar Gwazi Gouez (Rennes)                  | 16  | 13  | -   | 20  | 49    |
| 4    | Guernsey                                 | -   | 16  | 25  | -   | 41    |
| 5    | Paris Gaels B                            | 20  | -   | -   | 13  | 33    |
| 6    | Paris Cockerels                          | -   | -   | -   | 11  | 11    |
| 7    | Naoned (Nantes)                          | 6.5 | -   | -   | -   | 6.5   |
| -    | Dragons Eire'Lempdais (Clermont-Ferrand) | 6.5 | -   | -   | -   | 6.5   |
| 9    | Lugdunum CLG                             | 3   | -   | -   | -   | 3     |

Le résultat de Paris Gaels au tournoi de Guernsey étant le moins bon de ses quatre résultats, il n'est pas pris en compte dans le classement final